# Nobby, the New Waiter
Nobby, the New Waiter è un cortometraggio muto del 1913 diretto da W.P. Kellino.

## Trama
In un ristorante, il cliente che pagherà il conto sarà quello che verrà acchiappato da un cameriere su pattini che, come nel gioco della mosca cieca, andrà in giro bendato.

## Produzione
Il film fu prodotto dalla EcKo.

## Distribuzione
Distribuito dall'Universal Pictures, il film - un cortometraggio di 180,75 metri - uscì nelle sale cinematografiche britanniche nell'ottobre 1913.